# علی عباس الوان
علی عباس علوان یک شخصیت دانشگاهی در عراق می باشد که از سال ۲۰۰۵ تا ۲۰۰۹ ریاست دانشگاه بصره را به عهده داشت.